# Hovtashen, Shirak
Hovtashen là một đô thị thuộc tỉnh Shirak, Armenia. Dân số ước tính năm 2011 là 299 người.